# Fantásien
Fantásien är en fantasivärld skapad av den tyske författaren Michael Ende i boken Den oändliga historien. 

## Om världen
Michael Ende skapade världen med sin bok Den oändliga historien, som nästan helt utspelar sig där. Fantásien är en värld full av mystik, magi och äventyr med många element från kända sagor men också många unika inslag.  
Förutom Den oändliga historien finns sex böcker av olika författare, enbart utgivna på tyska, tre filmer och en tecknad TV-serie som utspelar sig i Fantásien. 
Enligt antikvarien Karl Konrad Koreander i Michael Endes bok finns det många sätt att ta sig fram och tillbaka till Fantásien. Det enda sätt som presenteras i boken är genom att läsa boken Den oändliga historien.   

### Arter och folkslag som förekommer i boken
- Irrbloss
- Stenbitare
- Nattalf
- Pyssling
- Löpsnigel
- Enhörning
- Fågel Fenix
- Fågel Grip
- Djinn
- Bergsrå
- Snöandar
- Vattumän
- Biälvor
- Eldande
- Skarabé
- Bläckman
- Svartcentaur
- Gräsfolket
- Purpurbufflar
- Sassafranier
- Barktroll
- Lyckodrake
- Gnomer
- Sfinx
- Vindjättar
- Isresar
- Acharai/Schlamufferna
- Fyrafjärdedelstroll
- Cefalopod
- Gnom
- Skuggskälm
- Vildinna
- Skalbaggsryttare
- Kopparmyror
- Vandrande klippor
- Pölare
- Flöjtdjur
- Dubbling
- Trebeningar
- Hurtingar
- Yskálnari
- Jättegråkråka

## Geografi
Det finns inga kartor över Fantásien, och det är omöjligt att rita några kartor över landet eftersom dess geografi hela tiden förändras beroende av ens önskningar. Fantásien har inga gränser.   

### Platser i Fantásien som nämns i boken
- Ylskogen
- Gångberget
- Ruttenmossen
- Sjudartjärn
- Elfenbenstornet
- Labyrinten
- Magnoliapaviljongen
- Gräshavet
- Silverberget
- Sorgmodets kärr
- De sjungande trädens land
- Glastornen i Eribo
- Staden Brousch
- Muamaths urskogstempel
- Döda bergen
- Södra Oraklet
- Ödesbergen
- Nattskogen Perelin
- Färgöknen Goab
- Amarganth
- De tusen portarnas tempel
- Oglais trädgård
- Slottet Horok/Den seende handen
- Stjärnklostret Gigam
- De gamla kejsarnas stad
- Dimhavet Skaidan
- Korgstaden Yskál
- Förändringarnas hus
- Yors Minroud

## Böcker om Fantásien
- Michael Ende, 1981. Den oändliga historien
- Kinkel, Tanja 2003. Der König der Narren
- Ulrike Schweikert, 2003. Die Seele der Nacht
- Ralf Isau, 2003. Die geheime Bibliothek des Thaddäus Tillmann Trutz
- Wolfram Fleischhauer, 2004. Die Verschwörung der Engel
- Peter Freund, 2004. Die Stadt der vergessenen Träume
- Peter Dempf, 2004. Die Herrin der Wörter

## Filmer och TV-serier om Fantásien
- 1984 - Den oändliga historien
- 1990 - Den oändliga historien 2 - Nästa kapitel
- 1994 - Den oändliga historien 3 - Flykten från Fantásien
- 2001 - Berättelser ur Den Oändliga Historien (TV-serie)

Det finns även en tecknad serie från 90-talet med namnet The Neverending Story: The Animated Adventures of Bastian Balthazar Bux som utspelar sig i Fantásien.